# Chlorops nobilis
Chlorops nobilis är en tvåvingeart som först beskrevs av Robineau-desvoidy 1830.  Chlorops nobilis ingår i släktet Chlorops och familjen fläckflugor. Inga underarter finns listade i Catalogue of Life.